# Rybná (přítok Bílé Bystřice)
Rybná je horský potok v Krušných horách, levostranný přítok Bílé Bystřice v okrese Karlovy Vary v Karlovarském kraji. Délka toku měří 4,5 km.

## Průběh toku
Potok pramení severně od Abertam přibližně 500 m jihozápadně od Červené jámy, propadliny po historické těžbě cínové a železné rudy mezi zaniklou hornickou osadou Bludná a Hřebečnou.
Po celou délku toku si potok udržuje jižní až jihozápadní směr. Nad jeho levým břehem se zvedá mohutný odval bývalého uranového dolu Jeroným. V původním starém dole, tehdy pod názvem Hieronymus, se těžily stříbrné rudy už v 16. století. Dobývání uranové rudy zde probíhalo v letech 1946–1965, žíly bohaté na smolinec se zasloužily o to, že důl Jeroným byl posledním činným dolem na Jáchymovsku. Potok přitéká k západnímu okraji Abertam, podtéká silnici z Perninku do Abertam, míjí osadu Rybnou a pokračuje v mírném spádu otevřenou krajinou k okraji lesa. Již v prudším spádu teče lesem k silnici z Perninku do Pstruží. Silnici podtéká a pod ní se vlévá zleva do Bílé Bystřice.